# Bon Repos sur Blavet
Bon Repos sur Blavet ist eine französische Gemeinde mit 1.237 Einwohnern (Stand 1. Januar 2022) in der Region Bretagne. Sie gehört zum Département Côtes-d’Armor, zum Arrondissement Guingamp und zum Kanton Rostrenen. Sie entstand als Commune nouvelle durch ein Dekret vom 30. August 2016 mit Wirkung vom 1. Januar 2017, indem die bisherigen Gemeinden Laniscat, Perret und Saint-Gelven zusammengelegt wurden. Diese sind seither Communes déléguées. Die Mairie befindet sich in Laniscat. 

## Lage
Nachbargemeinden sind Sainte-Tréphine im Nordwesten, Saint-Igeaux und Plussulien im Norden, Saint-Mayeux im Nordosten, Caurel im Osten, Saint-Aignan und Sainte-Brigitte im Südosten, Silfiac im Süden, Lescouët-Gouarec und Plélauff im Südwesten sowie Gouarec im Westen. An der westlichen Gemeindegrenze verläuft der Fluss Sulon und mündet in den Blavet, der an der südlichen Gemeindegrenze fließt.

## Sehenswürdigkeiten

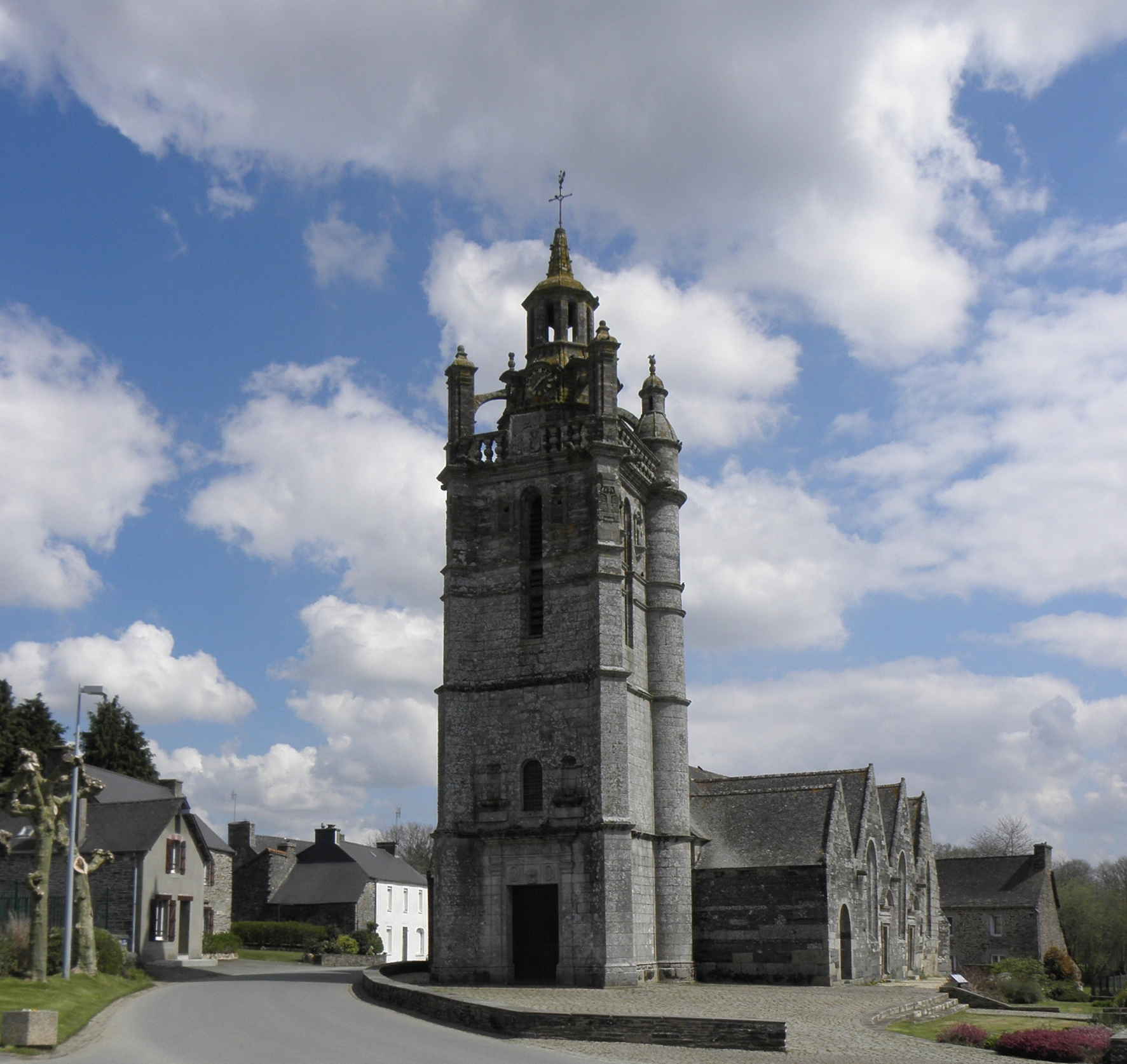
Kirche Saint-Gildas im Ortsteil Laniscat

## Gemeindegliederung
| Ortsteil                   | ehemaliger INSEE-Code | Fläche (km²) | Höhenlage (m) | Einwohnerzahl (2016) |
| -------------------------- | --------------------- | ------------ | ------------- | -------------------- |
| Laniscat (Verwaltungssitz) | 22107                 | 24,21        | 122–255       | 771                  |
| Perret                     | 22167                 | 12,22        | 122–286       | 189                  |
| Saint-Gelven               | 22290                 | 17,48        | 120–281       | 319                  |